# Laurent Bricault
Laurent Bricault, né le 24 juillet 1963 à Saint-Germain-en-Laye, est un égyptologue et historien français, spécialiste de l'histoire des religions du monde antique, épigraphiste et numismate.

## Biographie
Docteur en égyptologie et habilité en histoire des religions de l'université Paris-Sorbonne, Laurent Bricault est professeur d'histoire ancienne à l'université Toulouse-Jean-Jaurès.
Il a publié une quarantaine d'ouvrages et plus de cent quarante articles consacrés notamment aux cultes isiaques, c'est-à-dire aux cultes d'origine égyptienne (Isis, Sarapis, Harpocrate, Horus, Osiris, etc.) qui se sont diffusés dans le monde gréco-romain entre le IVe siècle avant notre ère et le IVe siècle de notre ère, ce qui en fait aujourd'hui le spécialiste incontournable de ce domaine de recherches.
Il est le fondateur, l'organisateur et le responsable scientifique, depuis 1999, des colloques internationaux sur les études isiaques : Poitiers 1999, Lyon 2002, Leyde 2005, Liège 2008, Boulogne-sur-Mer 2011 et Toulouse 2016, en collaboration avec la maison d’éditions Brill (série des « Religions in the Graeco-Roman World », qui a succédé aux Études Préliminaires aux Religions Orientales dans l'Empire Romain) et l’Académie des inscriptions et belles-lettres.
Il est le directeur, avec Richard Veymiers, de la série scientifique Bibliotheca Isiaca, qu'il a fondée en 2008 et est publiée par les éditions Ausonius.
Il est nommé en 2015 membre senior de l'Institut universitaire de France et, l'année suivante, est Guest scholar au Getty Research Institute de Los Angeles.
Depuis 2016, ses recherches se sont également portées sur le culte du dieu oriental Mithra dans l'Empire romain.
Dans ce cadre, il a initié l'exposition internationale « Le Mystère Mithra : plongée au cœur d'un culte romain », dont il est l'un des commissaires.
L'exposition, qui bénéficie du soutien de la Commission européenne, présente au grand public l'actualité du culte de Mithra, au musée royal de Mariemont, puis au musée Saint-Raymond de Toulouse, enfin au musée archéologique de Francfort-sur-le-Main, en 2021-2023.
Il est l'un des auteurs du projet international Roman Provincial Coinage (RPC), catalogue des monnaies émises dans les provinces de l'Empire romain, entre 44 av. J.-C. et 298 ap. J.-C.

## Publications

### Ouvrages
- Myrionymi. Les épiclèses grecques et latines d’Isis, de Sarapis et d’Anubis, Beiträge zur Altertumskunde, 82, Teubner, Stuttgart 1996.
- Atlas de la diffusion des cultes isiaques, Mémoires de l’Académie des Inscriptions et Belles-Lettres, XXIII, Paris 2001.
- Recueil des Inscriptions concernant les Cultes Isiaques - Tomes 1, 2 et 3, (RICIS), Mémoires de l’Académie des Inscriptions et Belles-Lettres, XXXI, Paris 2005.
- Isis, Dame des flots, Aegyptiaca Leodiensia, 7, Liège 2006.
- Isis, la dame du Nil, avec Paul-Jean Franceschini, Larousse, Paris 2008.
- Les Cultes isiaques dans le monde gréco-romain, Les Belles Lettres, coll. « La Roue à livres/Documents », Paris 2013.
- avec Fabrice Delrieux, Gangra-Germanicopolis de Paphlagonie, le « foyer des dieux ». Étude de numismatique et d’histoire (Numismatica Anatolica, 6), Ausonius,  Bordeaux 2014.
- avec Corinne Bonnet, Quand les dieux voyagent. Cultes et mythes en mouvement dans l’espace méditerranéen antique, Labor et Fides, Genève 2016
- avec Jean-Pierre Laporte, Le Serapeum de Carthage (Supplément à la Bibliotheca Isiaca, I), Ausonius, Bordeaux 2020.
- (en) Isis Pelagia: Images, Names and Cults of a Goddess of the Seas (Religions in the Graeco-Roman World, 190), E. J. Brill, Leiden-Boston 2020.
- avec Philippe Roy, Les cultes de Mithra dans l’Empire romain, PUM, Toulouse 2021.

### Direction d'ouvrages
- De Memphis à Rome. 40 ans d’études isiaques. Actes du Ier colloque international sur les études isiaques, Poitiers-Futuroscope 8-10 avril 1999, Religions in the Graeco-Roman World, 140, E. J. Brill, Leyde 2000.
- Isis en Occident. Actes du IIe colloque international sur les études isiaques, Univ. Lyon III, 16-17 mai 2002, Religions in the Graeco-Roman World, 151, E. J. Brill, Leyde 2004.
- avec M.J. Versluys et P.G.P. Meyboom, Nile into Tiber. Egypt  in the Roman World. Proceedings of the IIIrd International Conference of Isis Studies, Faculty of Archaeology, Leiden University, May 11-14 2005, Religions in the Graeco-Roman World, 159, E. J. Brill, Leyde 2007.
- Bibliotheca Isiaca I-IV, Ausonius, Bordeaux 2008-2020.
- Sylloge Nummorum Religionis Isiacae et Sarapiacae, Mémoires de l’Académie des Inscriptions et Belles-Lettres, XXXVIII, Paris 2008.
- avec M. J. Versluys, Isis on the Nile. Egyptian Gods in Hellenistic and Roman Egypt, Proceedings of the IVth International Conference of Isis Studies, Université de Liège, 26-28 novembre 2008, Religions in the Graeco-Roman World, 171, E. J. Brill, Leyde 2010.
- avec M. J. Versluys, Egyptian gods in the Hellenistic and Roman Mediterranean: image and reality between local and global, Mythos Suppl. 3, Palerme 2012.
- avec C. Bonnet, Panthée. Religious Transformations in the Graeco-Roman Empire / Les mutations religieuses dans l’Empire gréco-romain, Religions in the Graeco-Roman World, 177, E. J. Brill, Leyde 2013.
- avec M. J. Versluys, Power, politics and the cults of Isis, Proceedings of the Vth International Conference of Isis Studies, Boulogne-sur-Mer, October 13-15 2011, Religions in the Graeco-Roman World, 180, E. J. Brill, Leyde 2014.
- avec A. Burnett, V. Drost et A. Suspène, Rome et les provinces. Monnayage et histoire. Mélanges offerts à Michel Amandry, Numismatica Antiqua 7, Ausonius, Bordeaux 2017.
- avec  C. Bonnet et C. Gomez, Les mille et une vies d’Isis. La réception des divinités du cercle isiaque de la fin de l’Antiquité à nos jours, PUM, Toulouse 2020.
- avec V. Atanassova, Египетските култове в Сердика / Les cultes isiaques à Serdica, Paradigma, Sofia 2020.
- avec R. Veymiers et N. Amoroso, Le mystère Mithra : plongée au cœur d’un culte romain, Catalogue de l’exposition 2021-2023, Musée royal de Mariemont, Morlanwelz 2021.
- avec M. A. Stadler, Hymnen und Aretalogien im antiken Mittelmeerraum: Von Inana bis Isis, Philippika 154, Harrassowitz, Wiesbaden 2021.
- avec Alexandra Dardenay, Gods in the House, Anthropology of Roman Housing II, Brepols, Turnhout 2023.
- avec Corinne Bonnet, Tanrilarin Seyahati. Antik Akdeniz’de Tanrılar ve Mitler, Istanbul 2023.
- avec Vessela Atanassova, Egyptian Cults on the Black Sea Coast, coll. Études Méditerranéennes 6, Paradigma & École française d'Athènes, Sofia-Athènes 2024.

### Articles
- « Les « religions orientales » dans les provinces occidentales sous le Principat », dans Y. Le Bohec (dir.), Rome et les provinces occidentales de 197 av. J.-C. à 192 apr. J.-C., Nantes, 2009, p. 129-153.
- « Sarapis au banquet : lectisternes d’Alexandrie et d’Égypte », Revue Numismatique 170, 2013, p. 101-134.
- « Isis, Sarapis, Cyrus and John: Between Healing Gods and Thaumaturgical Saints », dans L. A. Guichard, J. L. García Alonso & M. P. de Hoz (éd.), The Alexandrian Tradition : Interactions between Science, Religion, and Literature, IRIS 28, Berne - Berlin 2014, p. 97-114.
- « Les Sarapiastes », dans G. Tallet & Chr. Zivie-Coche (éd.), Le Myrte et la rose. Mélanges offerts à Françoise Dunand par ses élèves, collègues et amis, Collection CENIM, Montpellier 2014, p. 37-45.
- « Cultes orientaux, égyptiens, alexandrins, osiriens, isiaques…: identités plurielles et interpretationes variae », dans S. Müskens & A. Nikolovska (éd.), Romanising Oriental Gods? Religious transformations in the Balkan provinces in the Roman period. New finds and novel perspectives, Skopje 2015, p. 19-33.
- « The Gens Isiaca in Graeco-Roman Coinage », The Numismatic Chronicle, 175, 2015, p. 83-102.
- « A Statuette of Hermanubis in the J. Paul Getty Museum », Getty Research Journal, 10, 2018, p. 225-231.
- « Traveling Gods: The Cults of Isis in the Roman Empire », dans J. Spier, T. Potts & S.E. Cole (éd.), Beyond the Nile: Egypt and the Classical World, Los Angeles 2018, p. 226-231.
- « Isis, Sarapis et Rome : jeux d’échelles et de pouvoirs », dans Religion et pouvoir. Monde romain 218 av. J.-C. – 235 ap. J.-C., Paris 2019, p. 195-228.
- avec R. Veymiers, « Les portraits théomorphes des isiaques. De l’image à l’identité », dans D. Boschung, F. Queyrel (éd.), Porträt und soziale Distinktion, Morphomata 48, München 2020, p. 283-305.
- « Images civiques de Mithra », dans A. Meadows, U. Wartenberg (éd.), Presbeus. Studies in Ancient Coinage Presented to Richard Ashton, New-York 2021, p. 459-472.
- avec J. Alvar, « The Myth of Mithras: A Reconstructed Story », dans L. Bricault et al. (éd.), The Mystery of Mithras, Mariemont 2021, p. 121-131.
- avec I. Vilogorac Brčić, «Mithras in Teutoburgium », dans Prilozi. Instituta za arheologiju u Zagrebu, 38.2, 2021, p. 199-204.
- « Un polythéisme ouvert : le succès des religions étrangères », dans C. Giroire, M. Szewczyk (éd.), Rome. La cité et l’empire, Catalogue de l’exposition au Louvre-Lens du 6 avril au 25 juillet 2022, Lens - Gand 2022, p. 132-137.
- « Serapide: il dio e il culto », dans Nerone, l’amato di Iside, Rome, 2022, p. 64-69.
- « Iside, la dea dei mille volti », dans Nerone, l’amato di Iside, Rome, 2022, p. 164-176.
- avec R. Veymiers, « The Temple of Sarapis », dans Alexandria: Past Futures, Bruxelles 2022, p. 126-135.
- avec R. Veymiers et Nicolas Amoroso, « Was gibt es neues aus Mithras », Antike Welt 1/2023, p. 8-12.